# Star Tribune
Le Star Tribune, publié à Minneapolis, États-Unis, est le plus grand quotidien de l'État du Minnesota. Le journal existe depuis 1987 sous sa forme et son titre actuels.

## Histoire
La genèse de l'actuel Star Tribune est relativement complexe, puisque le quotidien résulte de la fusion successive de plusieurs périodiques publiés à partir de 1867.
Le quotidien Minneapolis Tribune, fondé en 1867, fut dirigé pendant cinquante ans par la famille Murphy, de 1891 à 1941.
En 1878, un quotidien du soir, Minneapolis Journal, fait son apparition.
En 1891 est créé un quotidien du matin, le Minneapolis Times. Celui-ci ne tarde pas à être racheté, en 1905, par la famille Murphy et subsistera sous des titres divers jusqu'en 1948.
Enfin, en 1920, apparaît un nouveau quotidien du soir, Minnesota Daily Star, qui changera ultérieurement de nom pour devenir le « Minneapolis Star ».
En 1935, le Minneapolis Star est racheté par la famille Cowles, au travers de John Cowles, Sr. (1898-1983), qui fait en outre l'acquisition, en 1939, du Minneapolis Journal. Les deux quotidiens sont alors fusionnés en un seul titre, le Star-Journal, rapidement renommé en « Star ».
En 1941, la famille Murphy revend le Minneapolis Tribune à la famille Cowles, mais John Cowles fait le choix de conserver deux quotidiens séparés, l'un paraissant le matin, l'autre le soir.
Toutefois, en 1982, la Cowles Media Company fait le choix de fusionner ses deux principaux quotidiens en un seul journal, le Minneapolis Star and Tribune.
Cinq ans plus tard, en 1987, intervient le dernier changement majeur de forme, lorsque le quotidien change de nom pour adopter celui de « Star Tribune », ainsi que le slogan « Newspaper of the Twin Cities » (« Le journal des villes jumelles »), désignant les deux villes de Minneapolis, sur la rive droite du fleuve Mississippi et de Saint Paul, sur la rive gauche, à proximité du confluent avec la rivière Minnesota.
En 1998, les héritiers de John Cowles revendent la Cowles Media Company à The McClatchy Company, un groupe de médias fondé en 1857 et basé à Sacramento, Californie, pour 1,2 milliard de dollars. La McClatchy Company ne conserve de l'ensemble que le Star Tribune et revend rapidement les autres titres de presse du groupe Cowles.
En décembre 2006, faisant face à des difficultés financières, McClatchy Company revend le Star Tribune à un tout jeune groupe financier new-yorkais, Avista Capital Partners, fondé l'année précédente. Depuis 2014, il appartient au milliardaire Glen Taylor (en).